# 76-os villamos (Budapest)
A budapesti 76-os jelzésű villamos a Keleti pályaudvar és Déli pályaudvar között közlekedett. A járatot a Budapest Székesfővárosi Közlekedési Rt. üzemeltette.

## Története
1933. január 3-án a Keleti pályaudvar – Hadnagy utca útvonalon közlekedő 44A jelzését 76-osra módosították. 1941. június 16-án útvonalát a Déli pályaudvarig hosszabbították, azonban jellege időszakos lett. 1944. szeptember 27-én megszűnt.